# Tour Garisenda
La tour Garisenda (en italien, Torre della Garisenda ; Tårr Måzza ou la Gariṡannda en dialecte bolonais) est l'une des deux tours de Bologne, symbole de la ville, située sur la piazza di porta Ravegnana.

## Histoire et description

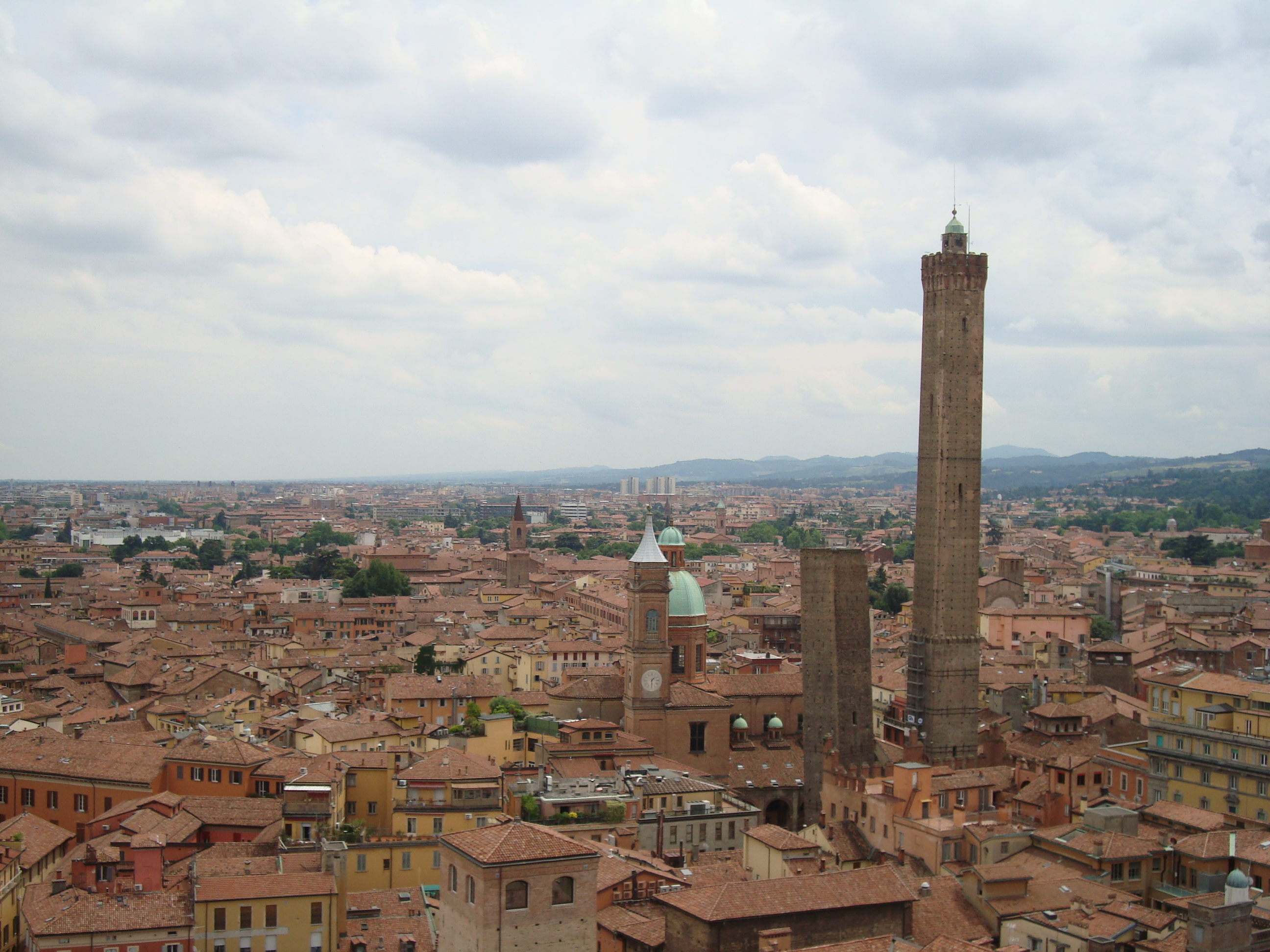
La tour Garisenda dominant le paysage urbain bolonais avec la tour Asinelli contiguë.

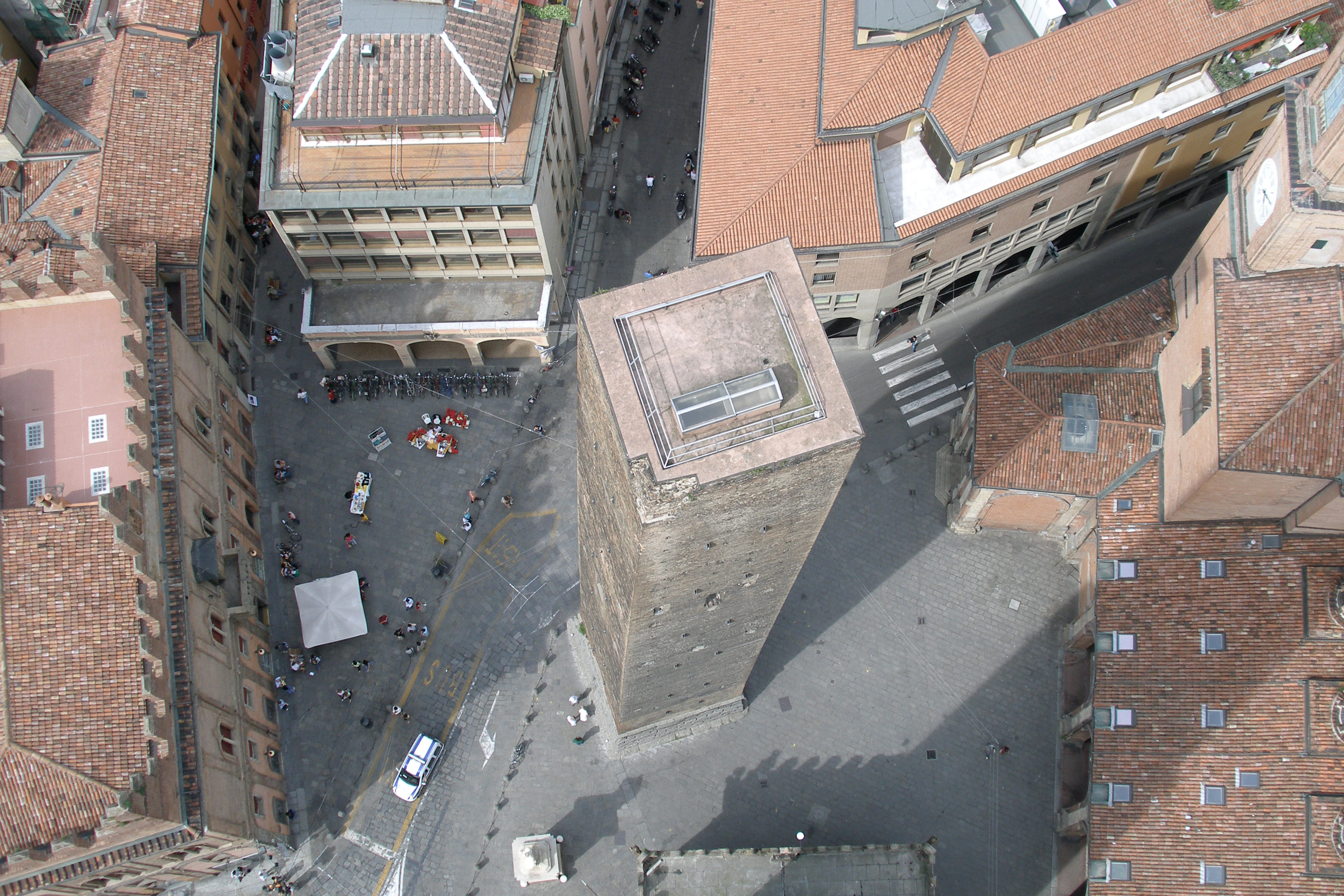
La Garisenda vue de la tour Asinelli.

Ville « à maisons tours » par excellence, Bologne, à l'époque médiévale, avait un paysage urbain parsemé d'environ quatre-vingt-onze tours, qui étaient fonctionnelles non seulement d'un point de vue stratégique et militaire, mais aussi pour réaffirmer, au sens architectural, le prestige de leurs familles propriétaires respectives. Parmi les tours les plus caractéristiques de ce tissu urbain, il y avait sans aucun doute celle appelée « Garisenda », construite en maçonnerie vers 1109 par les Garisendi, une famille prospère de changeurs gibelins ; à l'origine, elle avait une hauteur d'environ soixante mètres, puis réduite à quarante-huit par le despote Giovanni Visconti à la suite des défaillances structurelles qui avaient commencé à se manifester de manière précoce et intense dans les fondations, caractérisés par de mauvaises performances mécaniques et portantes. Pour la même raison, l'inclinaison de l'ensemble de la structure a subi une nette augmentation, avec une saillie du sommet égale à 3,22 mètres et un angle de 4°.
Après avoir été « mutilée » de douze mètres, la tour a subi divers événements : achetée par la puissante Guilde des Drapiers, basée dans le Palazzo degli Strazzaroli, au fil des siècles, elle a commencé à être partiellement cachée par divers bâtiments érigés autour d'elle, dont des bâtiments de nature commerciale et une petite église dédiée à Santa Maria delle Grazie (1710) ; ces édifices ont été démolis à la fin du XIXe siècle, période au cours de laquelle un revêtement de sous-sol en pierre de taille de sélénite a également été ajouté. Toujours au XIXe siècle, à l'époque napoléonienne, la Garisenda passa à la famille Ranuzzi, puis passa aux Malvezzi Campeggi, à Raimondo Franchetti le 27 août 1904 et, enfin, à la municipalité de Bologne, sous la protection de laquelle elle est toujours placée aujourd'hui.
La maçonnerie externe de la tour Garisenda a été restaurée entre 1998 et 2000, en même temps que des travaux de consolidation.
Fin octobre 2023, le maire de Bologne, Matteo Lepore, annonce son intention d’écrire à l'UNESCO pour demander le classement des Tours de Bologne au Patrimoine mondial.
Le 28 novembre 2023, la municipalité annonce par un communiqué que des travaux de sécurisation et de restauration vont être menés afin de prévenir son effondrement, cela après avoir déjà interdit l'accès à la place environnante en octobre de la même année. Selon le communiqué, la sécurisation de la tour consistera notamment en la réalisation d'une ceinture de protection faite de conteneurs métalliques ainsi que la pose de filets contre les chutes de pierre si la tour venait à s'effondrer. Le coût estimé des travaux est estimé à un montant de près 4 millions d'euros.

## Littérature
Bien qu'éclipsée par la plus grande hauteur de la tour Asinelli voisine et contemporaine, la Garisenda a suscité un large écho littéraire, comme en témoigne Dante Alighieri, en transit à Bologne plusieurs fois dans sa vie. L'écrivain a écrit un poème sur la tour à deux reprises : la première dans un sonnet où il exprime son regret d'avoir été absorbé par la vision exclusive de la Garisenda, oubliant « la maggior de la qual si favelli »  (qui est la tour Asinelli elle-même ou, plus probablement, une jolie femme, certainement pas Béatrice) ; la seconde dans la Divine Comédie, dans lequel la tour sert d'étalon au géant Antée, pris en flagrant délit de se baisser, dans certains vers également mentionnés dans une épigraphe placée sur la tour elle-même.

« Non mi poriano già mai fare ammenda / del lor gran fallo gli occhi miei sed elli / non s’accecasser, poi la Garisenda / torre miraro co’ risguardi belli, / e non conobber quella (mal lor prenda!) / ch’è la maggior de la qual si favelli »

— Rime, LI - Non mi poriano già mai fare ammenda

« Qual pare a riguardar la Garisenda / sotto il chinato quando un nuvol vada / sovr’essa sì ch’ella in contrario penda, / tal parve Anteo a me, che stava a bada / di vederlo chinare ... »

— Dante Alighieri, L'Enfer, chant XXXI